# FAW 버스 앤드 코치
FAW 버스 앤드 코치(영어: FAW Bus and Coach)는 중국 장쑤성 우시시에 위치한 버스 제조업체로, 1959년에 설립되었다.
사업부는 중국 랴오닝성 다롄시에 있는 186,300제곱미터 규모의 공장에서 Jie Fang 및 Yuan Zheng 브랜드 중형 및 대형 버스를 생산하고 있다.다롄 이코노믹 & 기술 개발 구역의 미완성 버스 생산 기지는 2010년 중반에 완공되었으며 하이브리드 버스를 생산하고 있다.

## 모델
- Taihu CA6100S1H2
- Taihu CA6100S2H2
- Taihu CA6122CH2
- Taihu XQ6102SH2
- Taihu XQ6103Y1H2
- Taihu XQ6104S
- Taihu XQ6113Y1H2
- Taihu XQ6123Y1H2
- Taihu XQ6600TQ9
- Taihu XQ6601TQ9
- Taihu XQ6609TQ2
- Taihu XQ6739SH2
- Taihu XQ6761SH9
- Taihu XQ6769SH2
- Taihu XQ6791YH2
- Taihu XQ6820S1H2
- Taihu XQ6861YH2
- Taihu XQ6890SH2
- Taihu XQ6890S1H2
- Taihu XQ6961T1